# LIM-49 (ミサイル)
LIM-49 スパルタン
発射機上のXLIM-49 ナイキ・ゼウスB
- 用途：弾道弾迎撃
- 分類：地対空ミサイル、弾道弾迎撃ミサイル
- 製造者：ウェスタン・エレクトリック、マクドネル・ダグラス
- 運用者： アメリカ合衆国（アメリカ陸軍）
- 生産数：30基[1]
- 運用開始：1975年10月
- 退役：1976年
- 運用状況：退役

LIM-49 スパルタン（英: Spartan）は、アメリカ陸軍の弾道弾迎撃ミサイルである。1970年代に短期間、配備につけられていた。当初、ナイキミサイル計画の一部として開発され、途中までナイキ・ゼウス（Nike-Zeus）の通称で呼ばれていた。

## 概要
スパルタンは、核出力 5 MtのW71熱核弾頭を搭載し、3段式固形燃料ロケットの弾道弾迎撃ミサイルであった。侵入する敵国の弾道ミサイルの弾頭を高度数百キロメートルの宇宙空間で迎撃するシステムであった。
ミサイルは地下に設置されたミサイルサイロから発射され、地上からの無線指令で誘導される。高度数百キロメートルで核弾頭が爆発すると、もはや大気がほとんどない場所であるため、大気圏内の核爆発で見られる火球はきわめて小さく、代わりに強力なX線やガンマ線が放出される。その輻射が敵の核弾頭内部に達して熱に変わり、起爆用の通常爆薬を部分的に爆発させたり、或いは核弾頭の電子機器を損傷して、侵入する核弾頭を無力化するように設計されていた。
この撃墜メカニズムは、味方への被害も大きく、弾道弾迎撃ミサイルおよび対空ミサイルで核弾頭を使用することの廃止につながる大きな要因となった。大気圏外での核爆発で生じる強力な電磁パルス(EMP)は、特にトランジスタや集積回路のようなソリッドステートの構成部品で動作する防護されていない電子デバイスを破壊する。回路内にEMPによって誘導された電流により、高集積の繊細な電子部品を損傷させ、コンピュータ、データ及び通信の各ネットワーク、発電所及び送電系統、航空交通管制システム等への損害を引き起こすことが考えられる。
開発は1955年よりナイキ・ハーキュリーズの発展型として開始された。ナイキ・ゼウスの名称は1956年に与えられている。
1972年の第一次戦略兵器制限交渉（SALT I）における弾道弾迎撃ミサイル制限条約の締結によって弾道弾迎撃ミサイルの運用が大幅に制限されることになり、スパルタン・ミサイルは低層迎撃用のスプリントミサイルとともに実戦配備は、1975年10月から1976年前半までのほんの数ヶ月に留まった。ICBM基地防衛用にノースダコタ州のグランドフォークス基地に30基のスパルタン、70基のスプリントが配備されていた。

## 仕様
出典：Designation-Systems.Net

### ナイキ・ゼウス A
- 全長： 13.5 m （44 ft 3 in）
- 全幅： 2.98 m （117.6 in）
- 直径： 0.91 m （36 in）
- 発射重量： 4,980 kg （11,000 lb）
- 速度： M 4以上
- 到達高度： ?
- 射程： 320 km （200 miles）
- 機関： 2段式固体燃料ロケット・モーター
  - 第1段： チオコール TX-135
推力： 1,800 kN （400,000 lbf）
  - 第2段： ?
- 弾頭： W31 核弾頭（核出力：20 kt）

### XLIM-49A（ナイキ・ゼウス B）

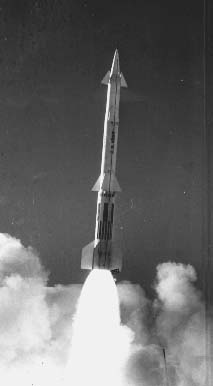
ナイキ・ゼウスの発射

- 全長： 14.7 m （48 ft 4 in）
- 全幅： 2.44 m （96 in）
- 直径： 0.91 m （36 in）
- 発射重量： 10,300 kg （22,800 lb）
- 速度： M 4以上
- 到達高度： 280 km （174 miles）
- 射程： 400 km （250 miles）
- 機関： 3段式固体燃料ロケット・モーター
  - 第1段： チオコール TX-135
推力： 2,000 kN （450,000 lbf）
  - 第2段： チオコール TX-238
  - 第3段： チオコール TX-239
- 弾頭： W50 熱核弾頭（核出力：400 kt）

### LIM-49A
- 全長： 16.8 m （55 ft 2 in）
- 全幅： 2.98 m （117.6 in）
- 直径： 1.09 m （43.1 in）
- 発射重量： 13,100 kg （29,000 lb）
- 速度： M 4以上
- 到達高度： 560 km （350 miles）
- 射程： 740 km （460 miles）
- 機関： 3段式固体燃料ロケット・モーター
  - 第1段： チオコール TX-500
推力： 2,200 kN （500,000 lbf）
  - 第2段： チオコール TX-454
  - 第3段： チオコール TX-239
- 弾頭： W71 熱核弾頭（核出力：5 Mt）